# 希望公司
希望公司（日语：株式会社ホープ）乃是日本遊樂設施與器材的製造商，其前身為1952年（昭和27年）成立、以製造汽車為主的「希望商會（ホープ商会）」，1954年改稱「希望汽車公司（ホープ自動車）」；退出汽車製造業後於1974年4月改成現名。

## 歷史與概要
該公司之創辦人小野定良（1921年（大正10年）-2001年（平成13年））出生於香川縣三豐郡上高瀨村（今三豐市），長大後上京，在其兄經營的汽車修配廠半工半讀，1937年畢業於私立東洋高等學校。小野在少年時期求知欲強盛，鑽研當時流行的三輪載貨卡車；18歲時受內務省委託試作「厚生車」，成為戰後混亂期出現的三輪計程車（汽車taxi之意）之原型。接著小野進入三輪貨車主要製造商東洋工業（馬自達前身）工作一年，學習到修車技術；隨後受陸軍徵召，進入輜重兵學校（陸軍汽車部隊）和機甲整備學校擔任教官助手。
第二次世界大戰結束後回到東京，身懷修車技能的小野為了開發小型三輪卡車，1951年遂於東京都台東區上野創設「希望商會」。日本的輕型車規格成形於戰後的1949年，彼時三輪卡車逐漸朝向大型化發展，但輕量級載貨用車在市場上仍有需求。小野察覺到這股商機，1952年12月完成輕型三輪貨車「希望之星（ホープスター）」，翌年開始量產。這款車與當時競爭車款所走的奢華風不同，強調嚴酷使用環境的耐用度。由於希望商會之規模比不上其他汽車製造商，必須流用非自行生產的元件：譬如引擎委託富士產業（富士重工業前身）代工，活塞流用日本内燃機（今隸屬日產汽車的日產工機之前身）的黑鐵750c.c.二汽缸引擎，連桿和軸承來自東洋工業（馬自達前身），傳動系統裡多樣零件也來自達特桑（後來併入日產汽車）。具有修車背景的希望商會懂得取用各家所長的零件，站在消費者的角度組裝耐用精良的三輪貨車。雖然是市場新進者，卻取得立足之地，於是1950年代中葉該公司開始急遽擴張。1954年公司更名成「希望汽車公司（ホープ自動車株式会社）」，同年將工廠遷往港區田町；1957年再將工廠搬至神奈川縣川崎市。有趣的是，川崎市那塊地先前屬於製造三輪貨車起家、後來退出的日新工業。
該公司的獲利來自工廠擴張及採用新技術的良性循環，在上游機械廠十條精機技術人員的建議下，希望汽車公司開發出日本前所未見的國產「二行程兩活塞式引擎（德語：Doppelkolbenmotor，日本稱為「U型汽缸引擎」、「U型燃燒室引擎」等）」。原本擔心燃燒室內壁的散熱問題，實際運用後未出現毛病，成為高性能輸出的新產品。這具新引擎也將希望汽車帶向高峰，小野定良的高額收入在汽車製造界中也名列高額納税者公示制度的前頭。
不過該公司切入的輕型三輪貨車市場也受到其他對手環伺，主要對手大發工業在1957年8月1日發售大發Midget，其他對手除了四輪載貨卡車外，也競相開發輕型三輪貨車投入。一時之間，價格競爭力和銷售通路網皆脆弱的希望汽車打得難以招架，遂著手開發四輪車。1960年具有前輪獨立懸吊系統、引擎蓋的輕型四輪貨車「Unicar NT」上市，接踵而來的卻是一連串的問題。原來因為委託生產的十條精機對底盤供貨能力不足，希望汽車在1961年發售的三輪「ST」、四輪「OT」等二種車款上改採富士汽車開發的356c.c.氣冷式二行程MA型水平對臥二缸引擎，缸徑60mm、行程63mm、壓縮比6.8：1，可輸出17hp的最大馬力。此具引擎的進、排氣閥門採用旋轉閥設計，詎料經實際使用後發現過了約1萬公里後旋轉閥容易出現損耗故障，且曲軸強度不足導致引擎損壞，許多消費者上門索賠而引發經營危機。
為了生計，小野定良嗅到了遊樂園設施的商機，1963年起開始自行摸索製造遊樂園相關器材配備。由於競爭者少，加上需求日益增多，希望汽車才逐漸站穩步伐。1963年起停止生產輕型三輪貨車，四輪型則至1965年停產，實質上已經自汽車製造業退出。不過小野仍未放棄他的汽車夢，1967年開發出「希望之星ON型4WD（ホープスターON型4WD）」，但這款獨特的四輪驅動車並未正式量產。後來小野將其設計廉價賣給鈴木汽車工業（今鈴木公司），形成鈴木Jimny的雛形。1970年該公司在大阪市舉辦的日本萬國博覽會上展出「Computer Car（コンピューターカー）」，1972年停止汽車銷售業務，改售中古車，後來1974年更名為希望公司。轉換跑道之後，主要生產遊樂園的遊樂器材設施、兒童遊玩的推錢機等，成為該業界的主力廠商。1998年2月曾經創下31億餘日元的營業額，直到2000年代初期皆維持良好的業績。2002年將旗下希望馬達、希望精機等二家子公司吸收，2004年整合精機事業部和娛樂事業部。但是隨著電腦遊戲的普及和娛樂設備需求的變化，該公司的銷售成績一路下滑，2008年12月的營業額甚至跌破10億日元。2015年4月將事業轉讓給新成立的希望娛樂公司（（日語）株式会社ホープ・アミューズメント），2016年12月股東大會時決議解散公司，並將商號改成「KHP公司」（（日語）株式会社KHP）；後來接手其事業的希望娛樂公司也在2017年9月20日經東京地方裁判所裁定開始進入破產程序。

## 希望之星產品一覽
三輪車

1953年 - 希望之星（ON型），搭載富士產業（富士重工業前身）生產的356c.c.氣冷式四行程單缸引擎，最大馬力15ps / 5,000rpm。
1957年 - SY型，搭載十條精機製造的二行程兩活塞式引擎，具有二盞式頭燈、防風罩等配備。
1958年 - SY-2型，為SY型的改良版。
1960年 - SM型，改成圓形方向盤，輪圈從16英吋改為14英吋。
1962年 - ST型，改採富士汽車的356c.c.二行程水平對臥二缸引擎，輪圈從14英吋縮成12英吋。
四輪車

1960年 - Unicar NT型，該公司首部四輪車，引擎採橫向中置，且附引擎蓋，具有廂型及皮卡兩種車型。
1961年 - OT型，為Unicar NT型的改良版，除了搭載富士汽車的356c.c.二行程水平對臥二缸引擎外，為了降低成本，許多零件也和三輪ST型共用。
1962年 - OV型，第一輛平頭式（cab over）四輪車。
1967年 - OV-2型，即希望之星ON型4WD，乃日本首度國產化之輕型四輪驅動越野車，亦是該公司最後一部汽車產品。由於小野定良在此計劃中的個人色彩濃厚，僅數名工程師參與開發，所以實際生產數量約20至100部。因為小野計劃向三菱重工業兜售製造權，故採用後者的359c.c.直列二缸二衝程循環ME24D型引擎、三菱Jeep的輪圈等零件。不過希望汽車在三輪「ST」、四輪「OT」等二種車款的失敗，三菱重工業斷然拒絕。後來希望汽車向鈴木汽車交涉，鈴木修顯現其興趣，希望汽車遂以鈴木引擎試作出3輛車，順利通過測試。於是，ON型4WD的製造權被鈴木買下，後來經過大幅度的改良後成為鈴木Jimny。

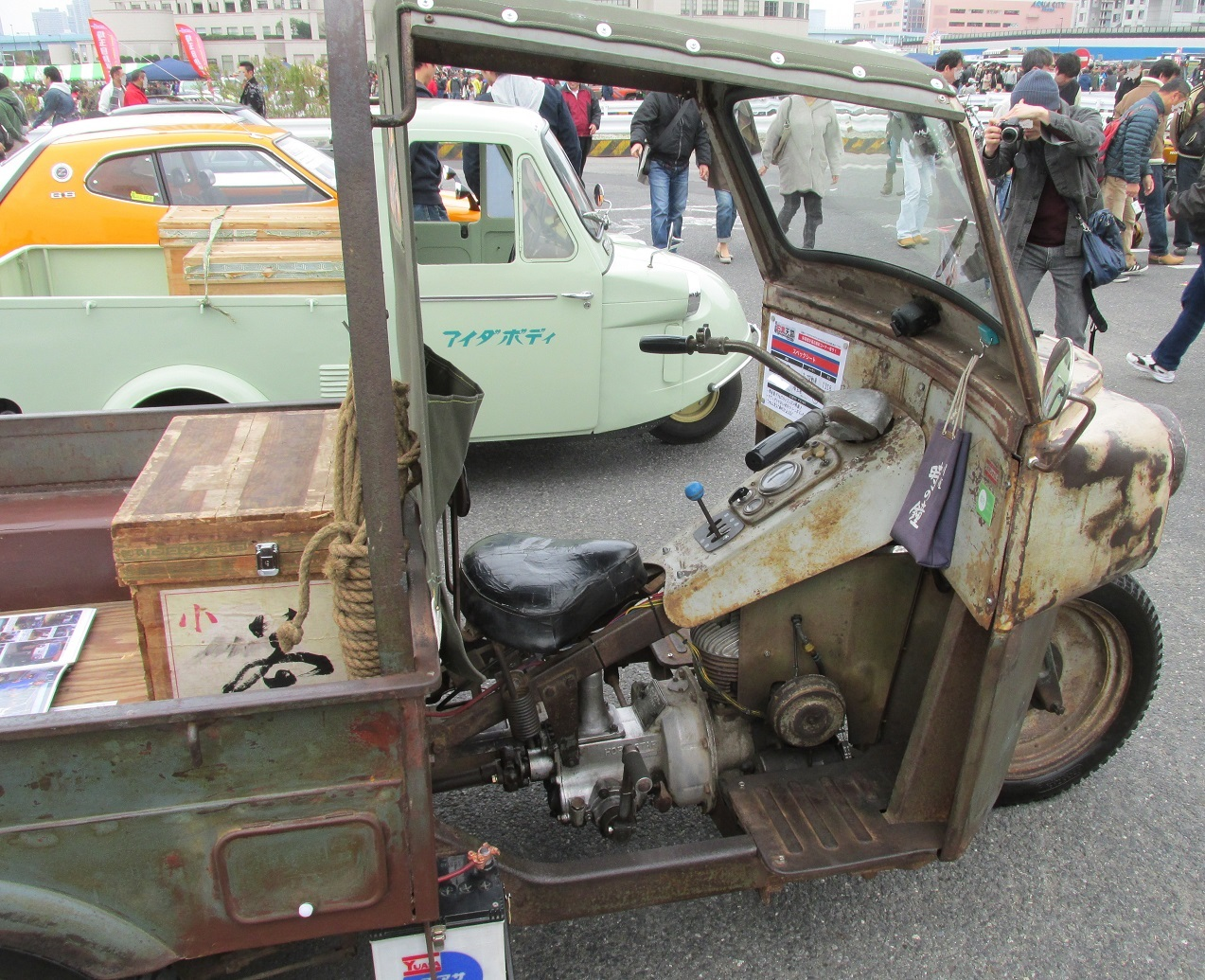
希望之星駕駛艙
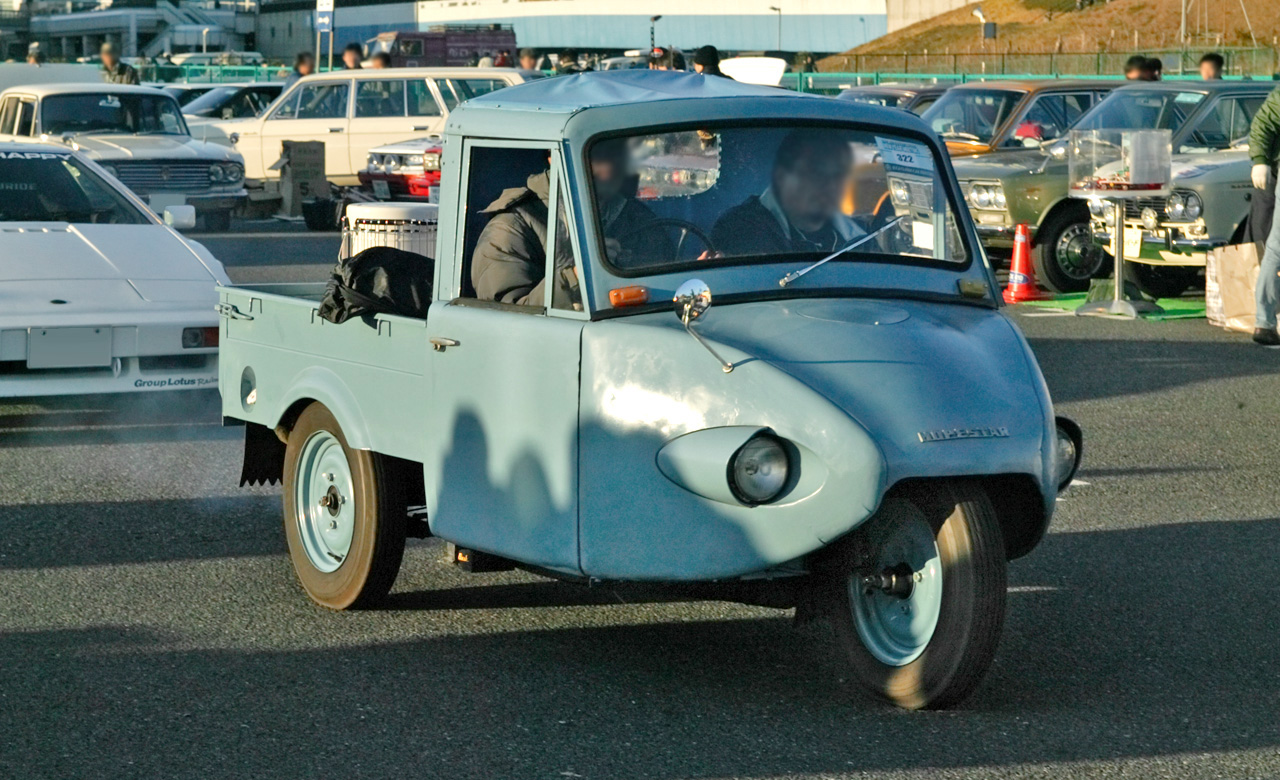
SM型
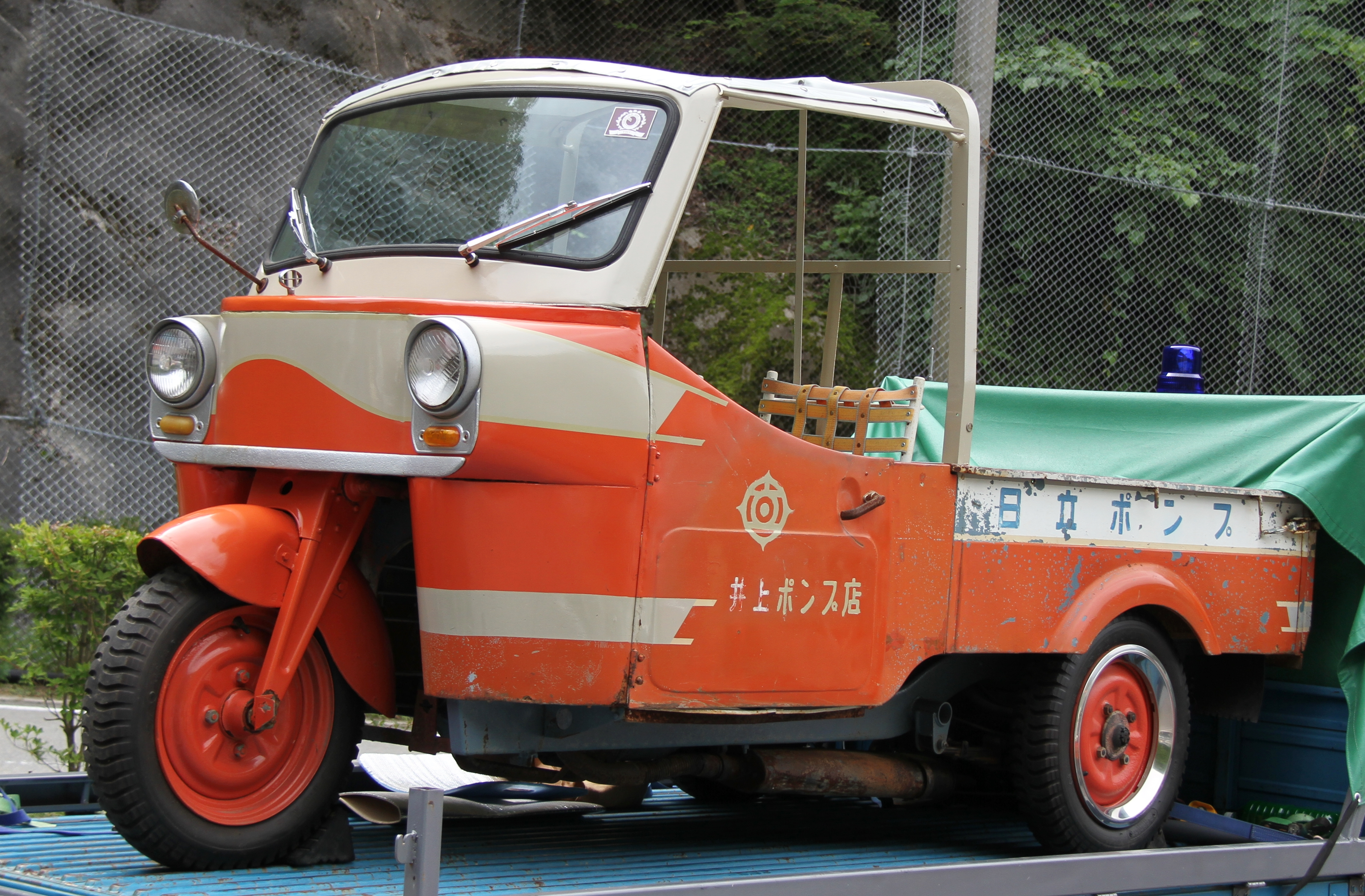
SY-2型

## 外部連結
- （日語）官方網站